# L.On Radio
L.On Radio (pronunciado Eleon radio) es una emisora radiofónica que emite durante las veinticuatro horas del día para toda la provincia de León desde sus estudios centrales en la capital leonesa (Avenida Reyes Leoneses s/n). Actualmente pertenece al grupo Radio Televisión Castilla y León. Desde su fundación ha ido ganando audiencia hasta convertirse en la tercera emisora de radio más escuchada de todo León. Gran parte de su éxito se debe a la combinación de los grandes éxitos musicales de ayer y de hoy con la actualidad informativa provincial.

## Historia
Las emisiones de L.On Radio comenzaron en el mes de octubre de 2008 y tras varias semanas de pruebas con música durante todo el tiempo, empezó la programación normal.
Desde su fundación, L.On Radio estuvo vinculada a Televisión León (incluso compartían sede), que a su vez, formaba parte del Grupo Televisión Castilla y León. Tras la fusión de éste con Canal 4 Castilla y León nació RTCYL a la que L.On Radio se encuentra subordinada, ya que indirectamente formaba parte de Televisión Castilla y León.

## Programación
Toda la programación de L.On Radio gira en torno a un principio fundamental: la combinación de es los grandes éxitos musicales de ayer y de hoy con la información y la actualidad de la provincia de León.

## Voces de la emisora
L.On Radio, posee a varias de las voces más conocidas que trabajaron el Punto Radio León: Enmma Rosa Posada, Juan Manuel San Martín o Carlos García.

## Apoyo a las jóvenes promesas musicales
Desde la emisora se pretende dar publicidad a los jóvenes y recientes grupos musicales de León. Por ello, durante los espacios musicales de L.On actualidad se ponen canciones de sus maquetas o discos dándoles el impulso necesario para que sean conocidos a nivel provincial.